# 낸시 드루

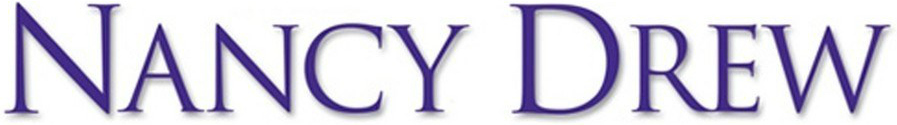

낸시 드루(영어: Nancy Drew)는 유명한 미스터리 소설 시리즈 낸시 드루 미스터리 스토리즈에 등장하는 주인공 캐릭터이다. 그 소설들은 1930년 스트레이트메이어 신디케이트의 창시자 에드워드 스트레이트메이어가 창조했고, 밀드레드 벤슨이 집필하고 스트레이트메이어의 딸 해리엇 스트레이트 메이어 아담스가 편집했다. 밀드레드 벤슨은 낸시 드루 책들을 계속 집필하였고, 그 후 그녀가 집필했던 책이 22권이 된다는 것이 발견되었다. 

주인공 낸시 드루는 1914년에 태어났으며 18세라고 소설에 설정되어 있다. 낸시는 독립적이고, 자신감 있고, 똑똑하고 젊은 여성의 표본이 되어 미국 여성들의 이상적인 롤모델로 자리매김을 했다고 하는데, 중남미계 최초 미국 대법관인 소냐 소토마이어는 희망을 잃지 않고 꿈을 키워 나갈 수 있게 해준 책으로 이 책을 지목했을 뿐 아니라 힐러리 클린턴, 로라 부시 등 많은 유명 여성인사들 또한 유년 시절 영향을 받은 책으로 꼽고 있다고 한다.

낸시 드루 시리즈의 등장인물들은 오랜 기간 동안 미국의 문화와 함께 변화했다. 인종에 대한 고정관념을 없애기 위해서 많은 개정판이 나오면서 낸시의 성격은 더 여성적이고 적극적으로 변화했다. 1930년에 시작된 낸시 드루 미스터리 시리즈는 2004년에 그 막을 내렸고, 더 성숙해진 낸시가 탐정이 되어 새로운 여탐정 시리즈에서 등장했다. 세계적으로도 낸시 드류 시리즈의 인기는 계속 높아져서 책으로는 전 세계 45개 언어로 번역, 8천만 부 이상의 판매량을 기록했고, 그 밖에도 5편의 영화, 12편의 텔레비전 쇼, 많은 컴퓨터 게임으로도 제작되어 많은 사랑을 받았다.

## 등장 인물 소개
낸시 드류는 소설 속 아마추어 탐정이다. 본판에서 낸시 드루는 16살의 고등학생으로 등장하였는데, 후속작에서 18살의 탐정으로 개정되었다. 소설 속에서 낸시는 아빠, 변호사 칼슨 드루, 가정부 하나 그루엔과 함께 리버 하이츠에 산다. 어릴 때 낸시는 엄마를 잃게 되면서 그녀의 십대를 미스테리를 풀면서 보내게 된다. 그 과정에서 낸시는 종종 베스 마빈과 조지 파인, 그리고 남자친구 네드 니커슨에게 도움을 받았다.

이야기 속 낸시는 슈퍼걸로 묘사되기도 한다. 그녀는 부유하고 매력적이며 재능이 많았다. 바비 앤 메이슨은 그녀를 “깔끔하고 침착한 미스 아메리카”라고 말하기도 했다. 열 여섯 살에 낸시는 학교에서 철학을 공부했고, 미술에도 능했으며 불어를 할 수 있었다. 자주 모터 보트를 타기도 했고, 운전에도 능숙했다. 거기에다 수영, 요리, 테니스와 골프, 춤솜씨까지 있었다.

## 컴퓨터 게임 목록

### 모험(adventure) 시리즈
PC용 낸시 드루 게임 시리즈는 허 인터랙티브사에서 제작된다.
- Secrets Can Kill (PC 1998) (2010년 7월 31일 중단)
- Stay Tuned for Danger (PC 1999) (2011년 11월 17일 중단)
- Message in a Haunted Mansion (PC 2000/게임보이 어드밴스 2001)
- Treasure in the Royal Tower (PC 2001)
- The Final Scene (PC 2001)
- Secret of the Scarlet Hand (PC 2002)
- Ghost Dogs of Moon Lake (PC 2002)
- The Haunted Carousel (PC 2003)
- Danger on Deception Island (PC 2003)
- The Secret of Shadow Ranch (PC 2004)
- Curse of Blackmoor Manor (PC 2004/DVD 2006)
- Secret of the Old Clock (PC 2005)
- Last Train to Blue Moon Canyon (PC 2005)
- Danger by Design (PC 2006)
- The Creature of Kapu Cave (PC 2006)
- The White Wolf of Icicle Creek (PC 2007/닌텐도 wii 2008)
- Nancy Drew and the Deadly Secret of Olde World Park (닌텐도 DS 2007)
- Legend of the Crystal Skull (PC 2007)
- The Phantom of Venice (PC 2008)
- The Haunting of Castle Malloy (PC 2008)
- Ransom of the Seven Ships (PC 2009)
- Warnings at Waverly Academy (PC 2009)
- Trail of the Twister (PC/Mac 2010)
- Secrets Can Kill Remastered (PC/Mac 2010)
- Shadow at the Water's Edge (PC/Mac 2010)
- The Captive Curse (PC/Mac 2011)
- Alibi in Ashes (PC/Mac 2011)
- Tomb of the Lost Queen (PC/Mac 2012)
- The Deadly Device (PC/Mac 2012)
- The Ghost of Thornton Hall (PC/Mac 2013)

### 도시에르(Dossier) 시리즈
- Lights, Camera, Curses (PC 2008)
- Resorting to Danger (PC 2009)
- Ship of Shadows (PC 2009)

### 모바일 미스테리
- Shadow Ranch (iPod Touch/iPhone/iPad 2011)